# Axelrodichthys

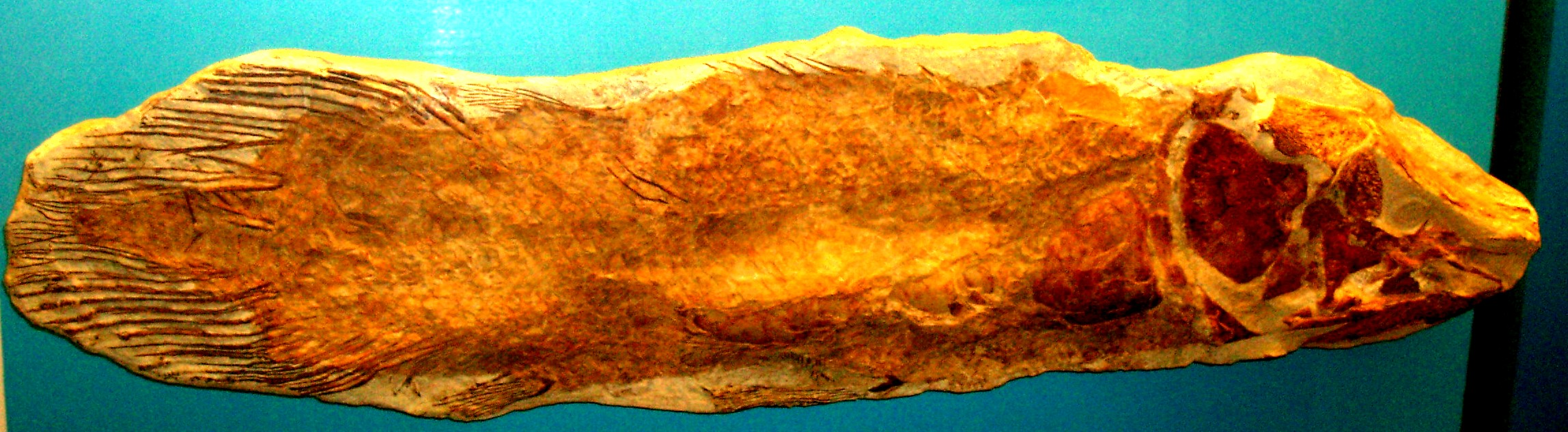
Axelrodichthys araripensis

Axelrodichthys es un género extinto de pez celacanto perteneciente a la familia de los mawsónidos que vivió durante el período Cretácico Inferior en Suramérica. El holotipo (AMNH 11759) es un esqueleto hallado en la Formación Santana en Brasil. Los fósiles de este datan de la época del Albiense (112 - 99.6 millones de años)s. Restos adicionales de Axelrodichthys se han descubierto en Madagascar.